# اسمیزبی
اسمیزبی (به انگلیسی: Smisby) یک محله مدنی و روستا در بریتانیا است که در South Derbyshire واقع شده‌است. اسمیزبی ۲۷۰ نفر جمعیت دارد.